# Шаханшахское Государство Иран
Ира́н (перс. ایران‎), официальное название — Шаханша́хское Госуда́рство Ира́н (перс. دولت شاهنشاهی ایران, Доулат-е Шɒханшɒхи-йе Ирɒн, Dowlat-e Shâhanshâhi-ye Irân), или Импе́рское Госуда́рство Ира́н (англ. Imperial State of Iran); до 1935 страна была известна также как Пе́рсия — государство в Передней Азии во главе с династией Пехлеви со столицей в Тегеране.
Государство было образовано в 1925 году, когда бригадный генерал Реза Пехлеви сверг правящую династию Каджаров и провозгласил себя шахом династии Пехлеви. Шаханшахский Иран был упразднён в 1979 году, когда по итогам Иранской революции была провозглашена Исламская Республика Иран.

## История

### Основание государства

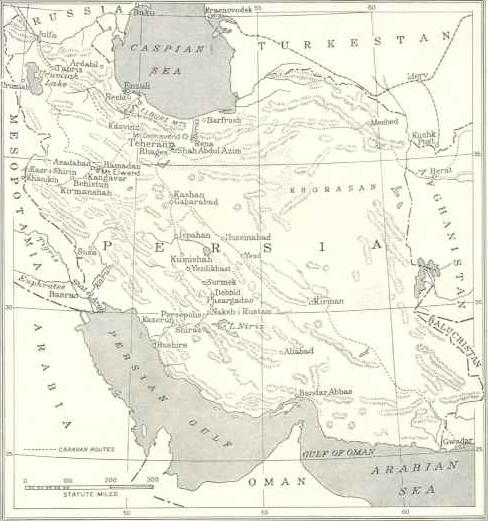
Персия накануне государственного переворота Реза-шаха Пехлеви

В 1925 году Реза-хан, бывший бригадный генерал Персидской казачьей бригады, сверг династию Каджаров и провозгласил себя шахом, приняв династическое имя Пехлеви в честь языка пехлеви времён Сасанидского Ирана. Он выбрал для себя фамилию Пехлеви в ноябре 1919 года. К середине 1930-х годов жёсткое светское правление Реза-шаха вызвало недовольство некоторых групп иранцев, особенно духовенства, которые выступали против его реформ. Тем не менее средний и высший класс поддержали шаха. В 1935 году Реза Пехлеви издал указ, в котором просил иностранных делегатов использовать термин Иран в официальной переписке, в соответствии с тем фактом, что Персия — это термин, используемый европейцами для обозначения страны, называемой Иран на персидском языке. Его преемник Мохаммед Реза Пехлеви объявил в 1959 году, что и Персия, и Иран приемлемы и могут использоваться взаимозаменяемо.
Реза-шах старался избегать сотрудничества с Великобританией и Советским Союзом. Хотя многие из его проектов развития требовали иностранной технической экспертизы, он избегал заключения контрактов с британскими и советскими компаниями из-за разногласий между Персией, Великобританией и Советским Союзом во времена правления династии Каджаров. Хотя Великобритания, владея Англо-персидской нефтяной компанией, контролировала все нефтяные ресурсы Ирана, Реза-шах предпочитал получать техническую помощь от Германии, Франции, Италии и других европейских стран. Это создало проблемы для Ирана после 1939 года, когда Германия и Великобритания стали врагами во время Второй мировой войны. Пехлеви провозгласил Иран нейтральной страной, но Британия настаивала на том, что немецкие инженеры и техники в Иране были шпионами с заданиями по саботажу британских нефтяных объектов на юго-западе Ирана. Великобритания потребовала, чтобы Иран выслал всех граждан Германии, однако Реза-шах отказался, заявив, что это негативно скажется на его проектах в области развития.

### Вторая мировая война
В первые годы Второй мировой войны Иран заявлял о себе как о нейтральной стране. В апреле 1941 года война достигла границ Ирана, когда Рашид Али аль-Гайлани при содействии Германии и Италии совершил государственный переворот в соседнем Ираке, вызвав начало англо-иракской войны. Германия и Италия быстро направили силами Стран «Оси» в Ирак военную помощь повстанцам Гайлани из Сирии, но в период с мая по июль британцы и их союзники разгромили силы повстанцев и Стран «Оси» в Ираке, а затем в Сирии и Ливане.
В июне 1941 года нацистская Германия разорвала Договор о ненападении между Германией и Советским Союзом начав военное вторжение в СССР, который был северным соседом Ирана, и СССР вступил в военный союз со странами антигитлеровской коалиции. Ввиду того, что иранский шахиншах Реза-хан Пехлеви подозревался британским правительством в своей явной прогерманской ориентации и отказал Великобритании и СССР в просьбе разместить их войска в Иране, в июле и августе 1941 года британцы дважды настоятельно потребовали, чтобы иранское правительство выслало всех немцев из Ирана, однако требования по высылке немецких рабочих и дипломатов из Ирана шах отклонил, и страна подверглась мощному дипломатическому давлению со стороны Великобритании и СССР. Это привело к росту напряжённости и массовым антибританским выступлениям в Тегеране, которые, по мнению англичан, носили явный пронемецкий характер. Стратегическое положение Ирана препятствовало обеспечению безопасности советских нефтеносных районов и тыла Красной армии и создавало угрозу британским военным маршрутам между Индией и Средиземноморьем:215—216. В итоге Иран подвергся вторжению со стороны Великобритании и СССР, которые решили свергнуть шаха и установить свой контроль над железными дорогами и нефтяными месторождениями.
25 августа 1941 года английские и советские войска начали внезапное вторжение, ввиду чего правительство Реза-шаха уже 17 сентября (через три недели боёв) капитулировало. Стратегическая цель вторжения состояла в том, чтобы обеспечить линию снабжения СССР (позже названную как Персидский коридор), обезопасить нефтяные месторождения и нефтеперерабатывающий завод в Абакане (принадлежащий Англо-персидской нефтяной компании) и ограничить немецкое влияние в Иране. После вторжения 16 сентября 1941 года Реза-шах отрёкся от престола в пользу Мохаммеда Пехлеви, его 21-летнего сына.

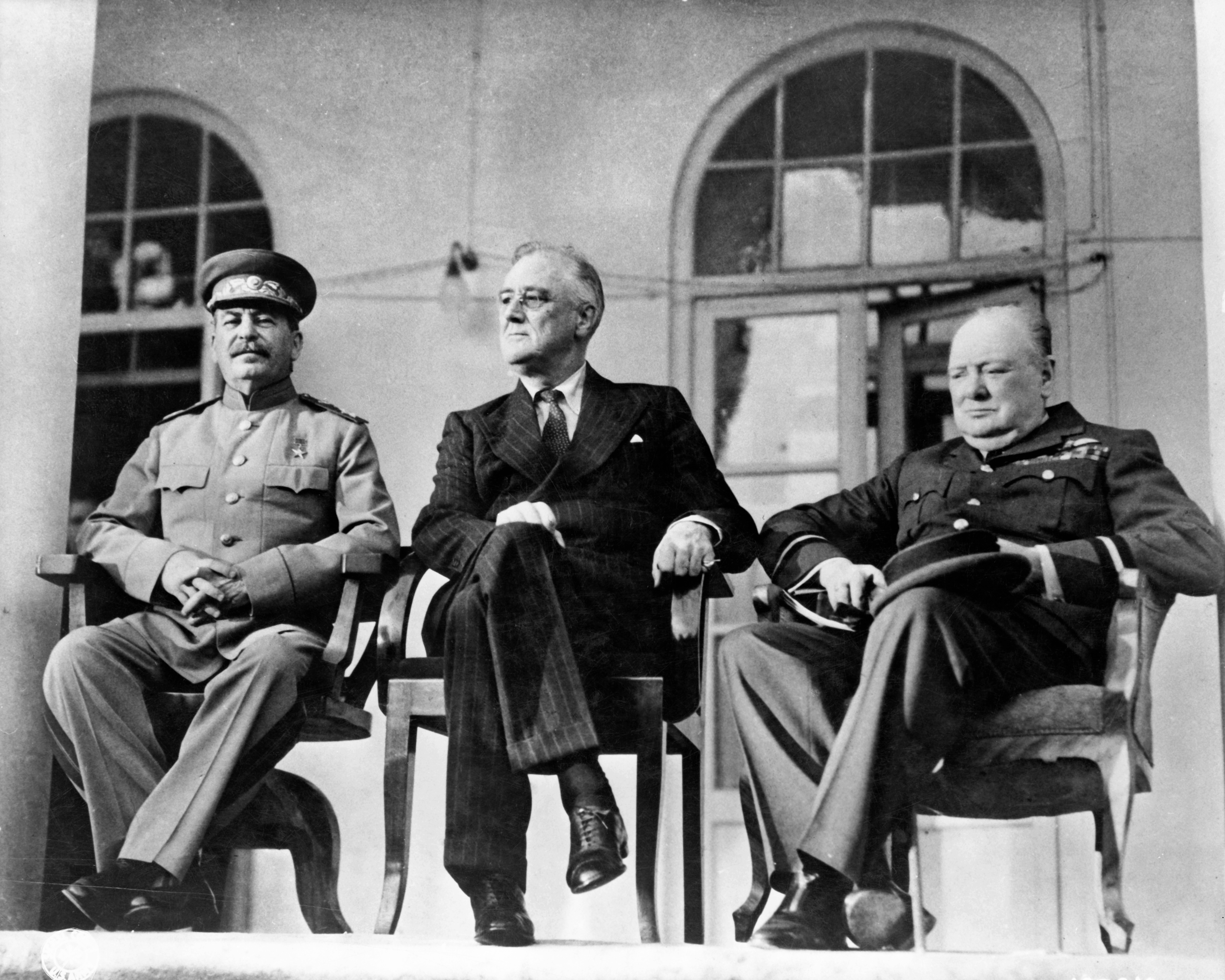
«Большая тройка» на Тегеранской конференции

В течение оставшейся части Второй мировой войны Иран стал основным каналом для британской и американской помощи Советскому Союзу и путём, по которому осуществлялась эвакуация польского гражданского населения из СССР во время Второй мировой войны. На Тегеранской конференции 1943 года «Большая тройка» — Иосиф Сталин, Франклин Д. Рузвельт и Уинстон Черчилль — провозгласили Тегеранскую декларацию, чтобы гарантировать послевоенную независимость Ирана.
13 сентября 1943 года союзники заверили иранцев, что все иностранные войска покинут страну ко 2 марта 1946 года. В то время Народная партия Ирана, коммунистическая партия, которая уже была влиятельной и имела представительство в парламенте, становилась всё более воинственной, особенно на севере государства. Это способствовало действиям со стороны правительства, в том числе попыткам вооружённых сил Ирана навести порядок в северных провинциях. В то время как штаб-квартира НПИ в Тегеране была оккупирована, а филиал в Исфахане разгромлен, советские войска, находившиеся в северных районах страны, предотвратили вторжение иранских войск. Таким образом, к ноябрю 1945 года Демократическая Республика Азербайджан стала автономным государством при поддержке НПИ. Это просоветское номинальное правительство пало к ноябрю 1946 года, после того как Соединённые Штаты поддержали Иран в возвращении регионов, объявивших себя автономными.
В конце войны советские войска остались в Иране и создали два марионеточных государства на северо-западе Ирана, а именно Демократическая Республика Азербайджан и Мехабадская республика. Это привело к иранскому кризису 1946 года, одной из первых конфронтаций Холодной войны, которая закончилась после того, как СССР были обещаны нефтяные концессии, а советские войска были выведены с территории Ирана в мае 1946 года. Два марионеточных государства вскоре были свергнуты, а нефтяные концессии позже отменены.

### Холодная война

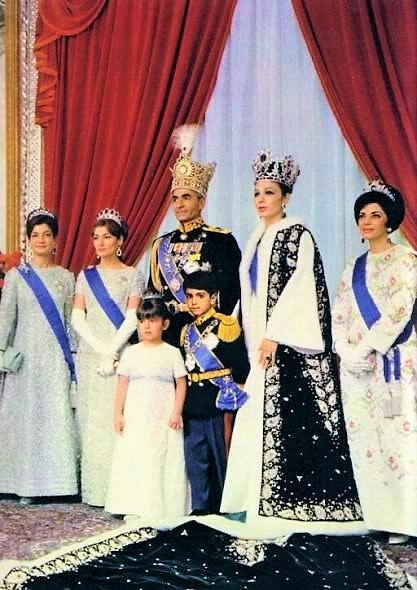
Мохаммед Реза Пехлеви и его жена Фарах Пехлеви после его коронации в качестве шаха Ирана

Мохаммед Реза Пехлеви сменил своего отца на троне 16 сентября 1941 года. Он хотел продолжить политику реформ своего отца, но вскоре между ним и профессиональным политиком более старшего возраста, националист Мохаммедом Мосаддыком, разгорелась борьба за контроль над правительством.
В 1951 году Меджлис Ирана 79 голосами против 12 назначил Мохаммеда Моссадыка новым премьер-министром Ирана, который вскоре после этого национализировал нефтяную промышленность, принадлежащую Великобритании. Шах выступил против Моссадыка, который опасался, что введённое Западом нефтяное эмбарго приведёт Иран к экономическому краху. Шах бежал из Ирана, но вернулся, когда Великобритания и Соединённые Штаты совершили государственный переворот против Моссадыка в августе 1953 года. Затем Моссадык был арестован сторонниками шахской армии.
После свержения Моссадыка Иран в геополитическом плане прочно примкнул к Соединённым Штатам. Во время президентского срока Джона Ф. Кеннеди США рассматривали Иран как важного союзника в регионе, поскольку воспринимали его как редкий источник стабильности на Ближнем Востоке.
12—16 октября 1971 года в ознаменование основания Империи Ахеменидов Киром II Великим состоялся величественный комплекс торжеств по случаю празднования 2500-летия Персидской империи.

### Падение монархии
Шахское правительство подавляло своих противников с помощью тайной полиции безопасности и разведки Ирана — САВАК. Среди таких противников были левые и исламисты.
К середине 1970-х годов, опираясь на возросшие доходы от продажи нефти, Мохаммед Реза начал реализацию ряда ещё более амбициозных и дерзких планов по развитию своей страны и продвижению к Белой революции. Но его социально-экономические успехи всё больше раздражали духовенство. Исламские лидеры, особенно находящийся в изгнании священнослужитель аятолла Рухолла Хомейни, смогли сосредоточить это недовольство на идеологии, привязанной к исламским принципам, которая призывала к свержению шаха и возвращению к исламским традициям, названной исламской переворотом. Режим Пехлеви рухнул после массовых восстаний в 1978 и 1979 годах. Исламская революция распустила САВАК и заменила её САВАМА. Он был запущен после революции, согласно американским источникам и источникам иранских эмигрантов в США и в Париже, генерал Хоссейн Фардуст, который был заместителем начальника САВАК при правлении Мохаммеда Резы и другом детства свергнутого монарха.
Мохаммед Пехлеви бежал из страны, пытаясь получить медицинскую помощь в Египте, Мексике, США и Панаме, и в конце концов поселился со своей семьей в Египте в качестве гостя президента Анвара Садата. После его смерти в 1980 году его сын шахзаде Реза Кир Пехлеви, который был официально провозглашён наследным принцем 26 октября 1967 года, сменил его на посту главы династии Пехлеви. Реза Кир Пехлеви и его жена живут в Соединённых Штатах в штате Мэриленд, с тремя дочерьми.
В 2013 году Реза Кир Пехлеви учредил Национальный совет Ирана в Париже, который выполняет функции правительства в изгнании, чтобы вернуть себе прежний трон после возможного свержения нынешнего правительства Исламской Республики. Однако в феврале 2019 года Пехлеви выступил с инициативой под названием «Иранский проект Феникс». Согласно National Interest, оно «призвано приблизить различные течения оппозиции к общему видению постклерикального Ирана».

## Политика
Политическая система Имперского Государства Иран де-юре представляла собой парламентскую конституционную монархию, где шах был главой государства, а премьер-министр — главой правительства. Однако де-факто после свержения правительства Мосаддыка вся власть в государстве была сосредоточена в руках шаха Пехлеви, ставшего практически абсолютным монархом, что было особенно заметно в последние годы правления династии.
Национальная консультативная ассамблея (Меджлис) была однопалатным парламентом страны до 1949 года, когда она стала нижней палатой, а Сенат Ирана был создан в качестве верхней палаты парламента.

## Наследие
При династии Каджаров персидский характер Ирана был не очень ярко выражен. Хотя европейцы и называли эту страну Персией, а доминирующим языком в суде и администрации был фарси, дихотомия между чисто персидскими и тюркоязычными элементами оставалась очевидной до 1925 года. Правление Пехлеви сыграло важную роль в национализации Ирана в соответствии с персидской культурой и языком, которая, среди прочего, была достигнута благодаря официальному запрету на использование языков меньшинств, таких как азербайджанский, и успешному подавлению сепаратистских движений. Реза-шаху приписывают объединение Ирана под властью могущественного центрального правительства. Использование языков меньшинств в школах и газетах не допускалось. Сменивший режим — Исламская Республика Иран — принял более инклюзивный подход в отношении этнических меньшинств и их языка, однако вопросы, касающиеся азербайджанцев, крупнейшего этнического меньшинства Ирана, до сих пор остаются и представляют собой значительные проблемы для единства и территориальной целостности Ирана.

## Права человека
Правители Имперского Государства Иран — Реза-шах Пехлеви и его сын Мохаммед Реза Пехлеви — использовали тайную полицию, пытки и казни для подавления политического инакомыслия. Династию Пехлеви иногда называют «имперской диктатурой» или «единоличным правлением». Однако, принято считать, что с 1941 по 1953 год в стране был короткий период демократии.

## Коррупция
Министр образования Ирана Манучехр Ганджи возглавлял исследовательскую группу по борьбе с коррупцией, которая за 13 лет представила по меньшей мере 30 отчётов, в которых подробно описывалась коррупция высокопоставленных чиновников и королевского окружения, но шах назвал эти отчеты «ложными слухами и измышлениями». Парвиз Сабети, высокопоставленный чиновник САВАК, считал, что единственной важной причиной успешной оппозиции режиму были обвинения в коррупции.